# Tulostoma adhaerens
Tulostoma adhaerens är en svampart som beskrevs av Lloyd 1923. Tulostoma adhaerens ingår i släktet Tulostoma och familjen Agaricaceae.   Inga underarter finns listade i Catalogue of Life.